# 疑性恋
疑性恋（英語：questioning），也称性别存疑，是对个人性別、性取向、性向认同等问题仍处在疑惑、探索阶段，或因各种各样社会原因不愿作出选择、给自己贴性别标签的人。